# Бардо (Свентокшиське воєводство)
Бардо (пол. Bardo) — село в Польщі, у гміні Ракув Келецького повіту Свентокшиського воєводства.
Населення — 377 осіб (2011).
У 1975—1998 роках село належало до Келецького воєводства.

## Демографія
Демографічна структура на день 31 березня 2011 року:
|          | Загалом | Допрацездатний вік | Працездатний вік | Постпрацездатний вік |
| -------- | ------- | ------------------ | ---------------- | -------------------- |
| Чоловіки | 177     | 25                 | 133              | 19                   |
| Жінки    | 200     | 38                 | 106              | 56                   |
| Разом    | 377     | 63                 | 239              | 75                   |